# Pau de Cateau-Cambrésis
La Pau de Cateau-Cambrésis va ser el tractat més important de l'Europa del segle xvi, per la durada dels seus acords, que van ser vigents durant un segle, i perquè donaria lloc a una nova situació internacional. Va suposar l'inici de l'hegemonia de la Monarquia Hispànica i, per tant, un desplaçament dels problemes cap a Occident, fet més accentuat encara amb la incorporació del Regne de Portugal a la monarquia hispànica el 1580.
El tractat de pau va ser signat entre la monarquia hispànica (Felip el Prudent), el Regne de França (Enric II de França) i el Regne d'Anglaterra (Isabel I d'Anglaterra). Les converses es van iniciar a l'abadia de Cercamp, però després es van traslladar al castell de Cateau-Cambrésis. Cateau-Cambrésis, a la que deu el seu nom, és una localitat a uns 20 km al sud-est de Cambrai.
El 2 d'abril de 1559 els representants de França i Anglaterra van acordar l'entrega de Calais als francesos per un període de 8 anys. Transcorregut aquest període hauria de ser retornat i, en cas contrari, s'haurien de pagar 50.000 escuts d'or.
L'endemà, Felip el Prudent i Enric II de França van acordar:
- Saint-Quentin, Ham i Châtelet es tornaven a França, juntament amb els bisbats de Metz, Toló i Verdun.
- La monarquia hispànica retenia el Franc Comtat.
- França renunciava per sempre a les seves ambicions italianes i tornava la Savoia i el Piemont a la Casa de Savoia, Còrsega a la República de Gènova i el Montferrat al Ducat de Màntua.
- Les catoliquíssimes monarquies hispànica i francesa van decidir treballar activament contra l'heretgia protestant, el que va ser una de les causes en un futur pròxim les guerres de religió franceses.
- França va tornar les ciutats de Bouillon i de Couvin al principat de Lieja

La pau es va consolidar amb dos matrimonis:
- Manel Filibert, duc de Savoia amb Margarida, duquessa de Berry, germana d'Enric II de França.
- Felip II de Castella amb Isabel de Valois, filla d'Enric II de França. La pau va consolidar l'hegemonia espanyola.